# Leicester
|  | Per a altres significats, vegeu «Leicester (desambiguació)». |

Leicester (pronunciat /ˈlɛstər/) és un municipi del Regne Unit, que pertany al comtat de Leicestershire a la regió d'East Midlands i n'és la capital. Hi ha tres districtes parlamentaris homònims que abasten lleugerament més territori que la pròpia ciutat. Per la presència de les seves nombroses universitats i institucions post-escolars, la població de la ciutat es compon de més d'un 20% d'estudiants, molts d'ells vinguts d'altres països en paral·lel amb la composició diversa de la ciutat. Té l'estatus de ciutat des de principis del segle XX (1919). El 1976, Leicester acollí la sisena edició del festival coral Europa Cantat.

## Localització

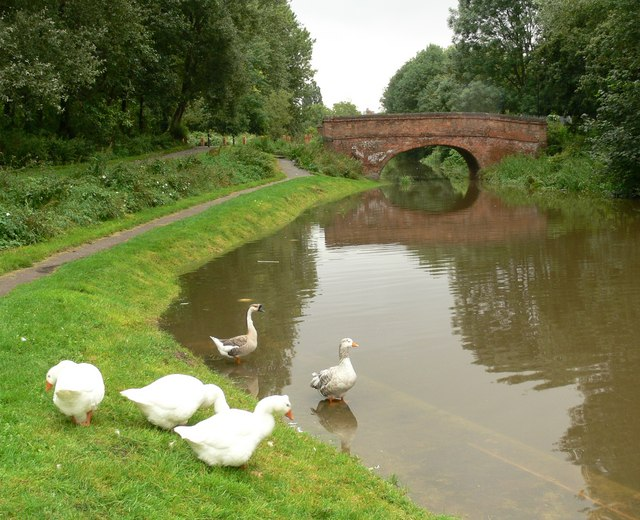
El riu Soar en el districte d'Aylestone.

La ciutat de Leicester està a la zona centre-est d'Anglaterra, situada a la vora del riu Soar, al peu d'una antiga zona boscosa batejada amb el nom de National Forest. Està en projecte la recuperació de la zona esmentada mitjançant la plantació d'arbres que uneixin dos boscos que encara es conserven: el Needwood i el Charnwood.

## Rutes d'enllaç
Leicester es troba al centre del territori nacional en la intersecció de la línia ferroviària inter-ciutats procedent de Londres-STP (enllaç directe amb serveis Eurostar) cap a Yorkshire, nord d'Anglaterra, amb la línia trans-regional unint la zona metropolitana de Birmingham i la àrea metro-urbana de Leicester amb les ciutats de Peterborough i Cambridge terminant en el aeroport de Stansted-STN (comtat d'Essex) uns 175 km a sud-est; rotatória alternativa a més propers East Midlands-EMA i Birmingham-BHX. Per carretera està al centre de la red nacional en cruïlla principal, entre autopistes; M1/M69 i autovies; A6/A46/A50.

## Organització
Administrativament Leicester està dividida en 22 districtes (wards): Abbey, Aylestone, Beaumont Leys, Belgrave, Braunstone Park & Rowley Fields, Castle (centre ciutat), Charnwood, Coleman, Evington, Eyres Monsell, Fosse, Freemen, Humberstone & Hamilton, Knighton, Latimer, New Parks, Rushey Mead, Spinney Hills, Stoneygate, Thurncourt,
Westcotes, Western Park,

## Nom

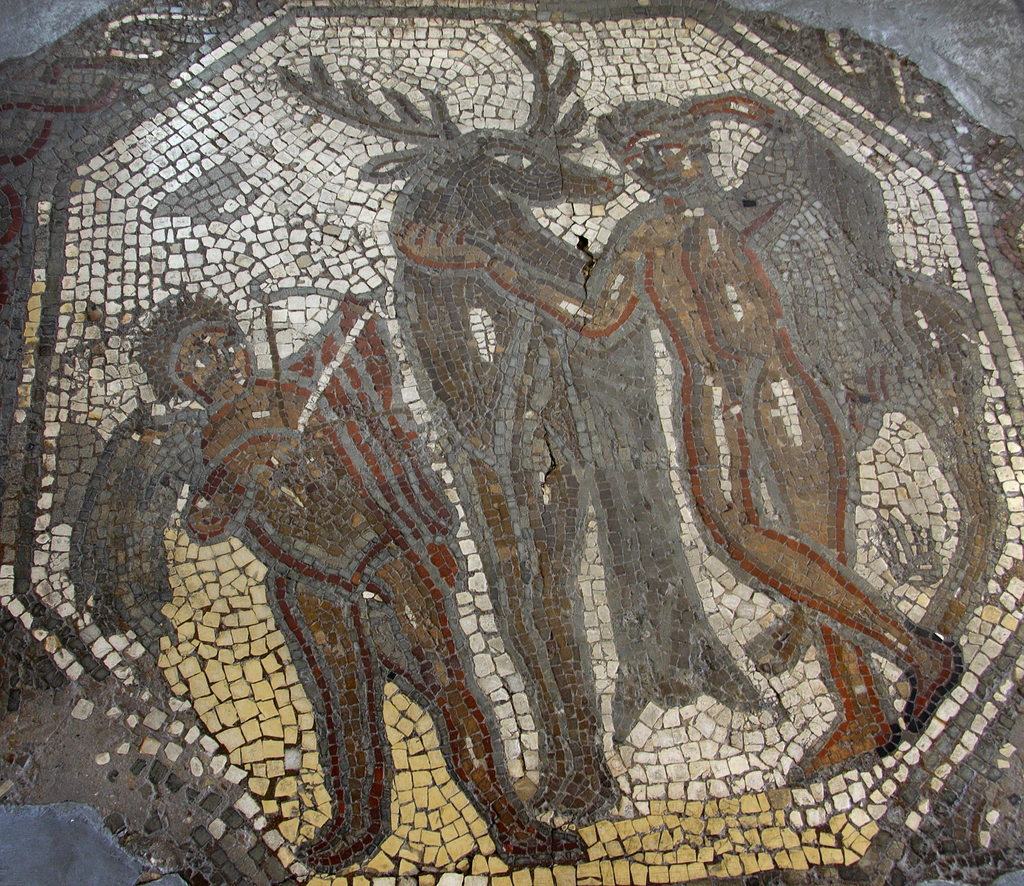
Mosaic romà pertanyent a Ligora-ceastre.

El nom d'aquest municipi estava escrit en el llibre del segle ix atribuït a Nennius, Historia Brittonum, Cair Lerion (d'on deriva el nom gal·lès Caerlŷr). A la Crònica anglosaxona s'anomenava Ligora-ceastre; en el Domesday Book, del 1086, el nom és Ledecestre. El primer element que compon el nom, Ligora o Legora, correspon al nom brità del riu Soar, que segons va proposar William Somner (1701) és la mateixa arrel etimològica del riu Loira. El segon element que compon el nom procedeix del terme llatí castrum, que va evolucionar en la forma gal·lesa cair i en l'anglosaxona ceastre.
Quan Geoffrey de Monmouth va escriure Historia Regum Britanniae al segle xii, basat en el nom gal·lès d'aquesta ciutat (pres com a Kaerleir), va suposar que va existir un rei de Britànnia anomenat Leir, que en va ser el fundador.

## Història
Prehistòria
S'han trobat restes arqueològiques de cases circulars de l'època prehistòrica, que ocupen una zona d'unes 8 hectàrees a la riba oriental del riu Soar, més avall de la confluència amb el riu Trent. En aquest indret el Soar es dividia en dos canals, el principal dels quals era el de l'est i el més estret el de l'oest; entre ambdós quedava una illa probablement de terrenys humits.
Època romana

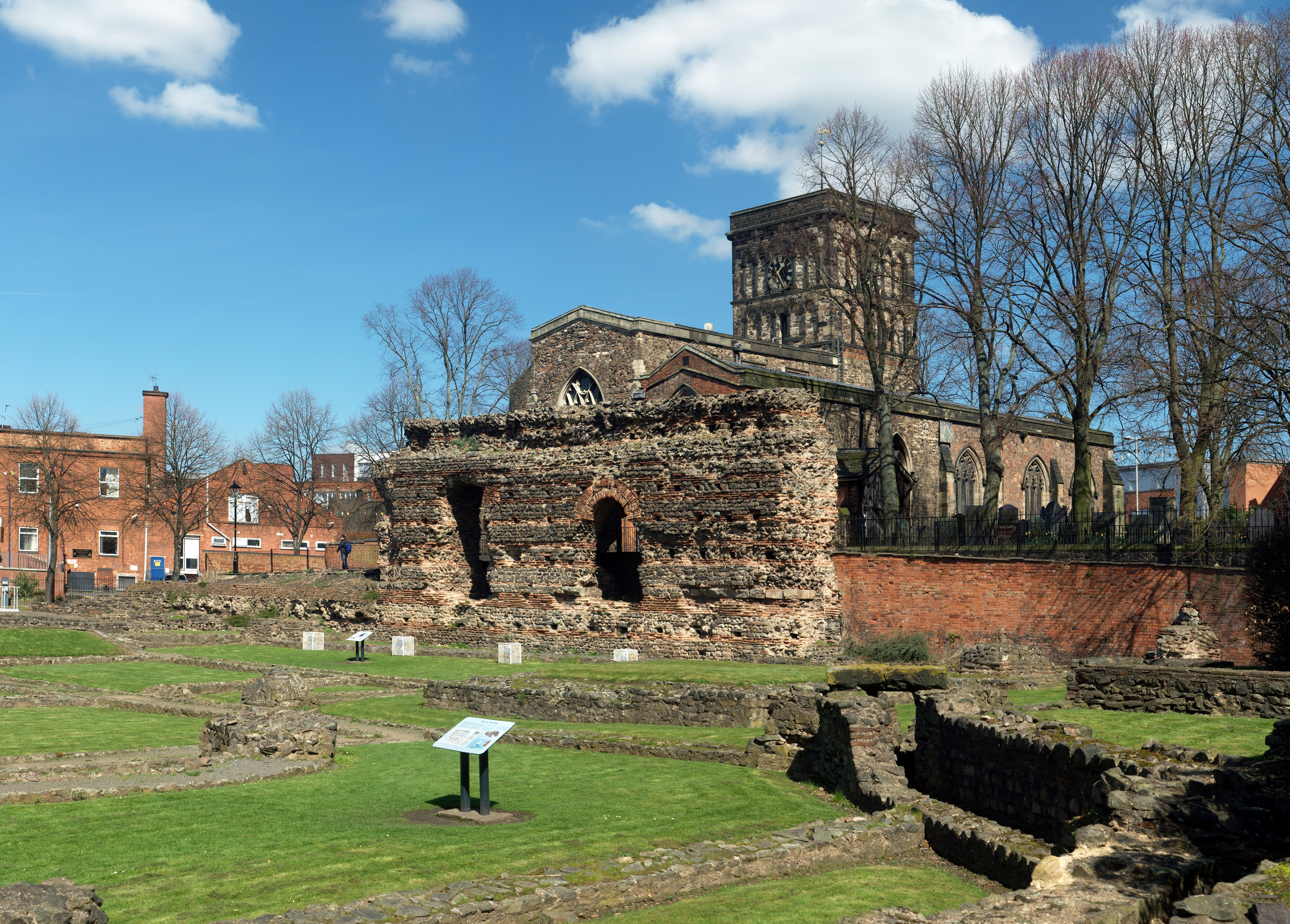
El Mur dels jueus i al darrere l'església de sant Nicolau.

Els romans van muntar un campament l'any 47, que van anomenar Ratae Corieltauvorum, a prop d'un pont que hi havia al marge del Fosse Way, un camí que anava del nord-est, on estava Lindum cap al sud-oest fins a Isca Dumnoniorum. El nom d'aquest campament és una llatinització de la paraula britona rath («terraplè»), que també es troba formant part d'altres noms de poblacions com Ratby o Ratcliffe i, com que està escrit en plural Ratae podria voler dir que es van establir on hi havia un grup de poblats, en certa manera defensats amb terraplens. Pel que fa a la segona part del nom, indica que aquestes tribus eren els corieltauvi. Possiblement la Leicester romana fos la capital dels corieltauvis.
Com acostumaven a fer els romans, van construir un fòrum i uns banys, dels quals en resta un mur anomenat per motius desconeguts —encara que s'han suggerit algunes hipòtesis— Mur dels jueus.
Edat mitjana

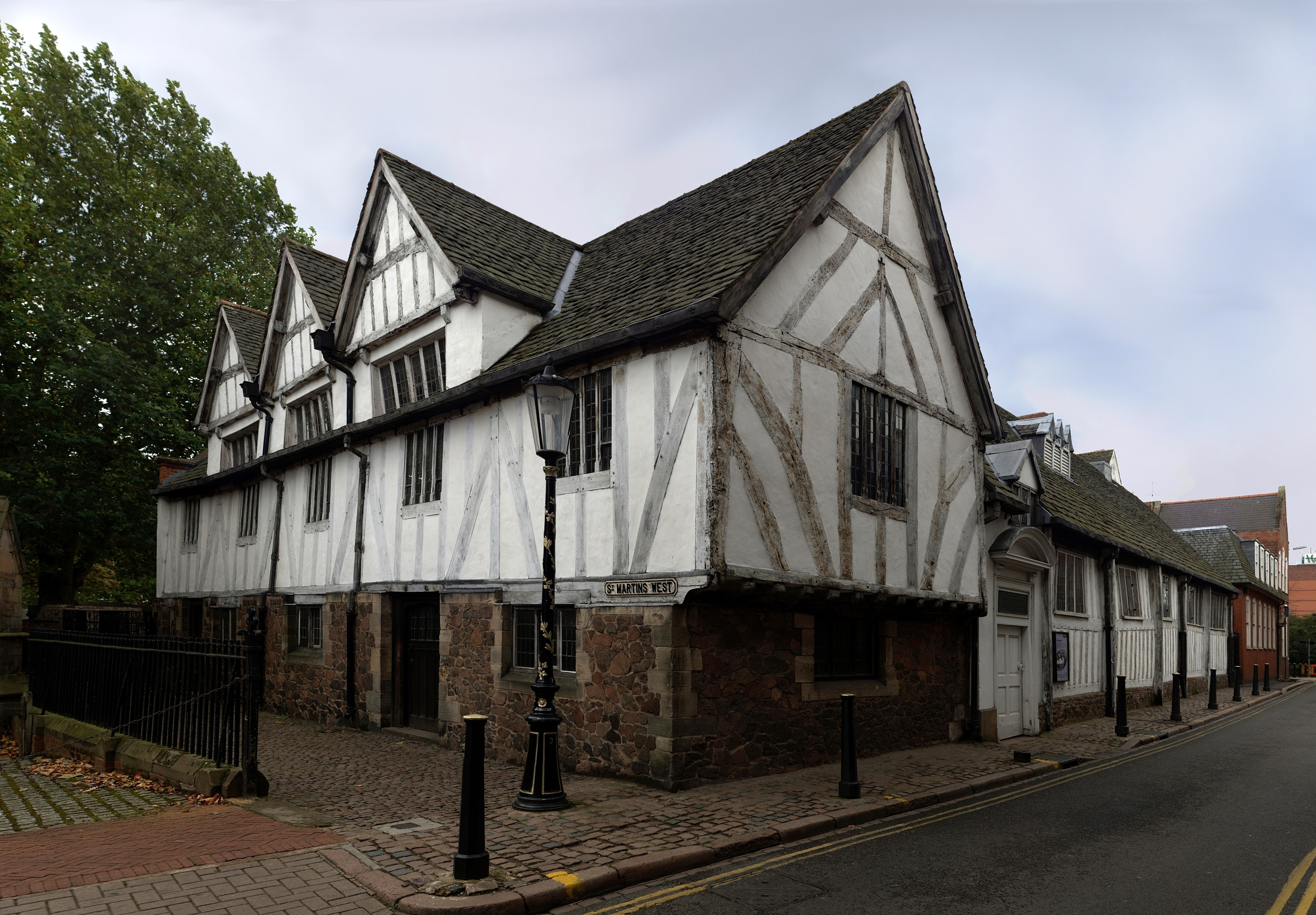
El Guildhall o saló gremial de Leicester, del.

Després de la invasió anglosaxona la ciutat es va començar a dir Cair Lerion i formava part del regne de Mèrcia. Entre el 679 o el 680 va ser una seu bisbal. Al segle ix els vikings danesos van capturar la ciutat i va esdevenir un dels cinc burgs de Danelaw. Llavors va deixar de ser la seu del bisbe, ja que aquest es va instal·lar a Dorchester on Thames.
En l'època normanda, va adquirir l'estatus de ciutat però a causa de les males relacions entre la monarquia i l'Església, va perdre aquesta categoria al segle xi i no la va recuperar fins al 1919.
Durant el segle xiv els comtes de Leicester i de Lancaster van contribuir al progrés d'aquest municipi. El comte Enric (v. 1281 – 1345) va fer construir un hospital per als pobres en la zona coneguda com a Newarke (new work, «la nova construcció»). El seu fill, Enric de Grosmont, primer duc de Leicester, va fer edificar l'església de l'Anunciació o Nostra Senyora de Newarke. Aquesta església va ser destruïda durant el regnat d'Eduard VI, encara que algun mur es va aprofitar per fer la Universitat de Montfort. Contenia les tombes d'alguns membres de la noblesa, per exemple Constança de Castella, esposa del duc de Lancaster.

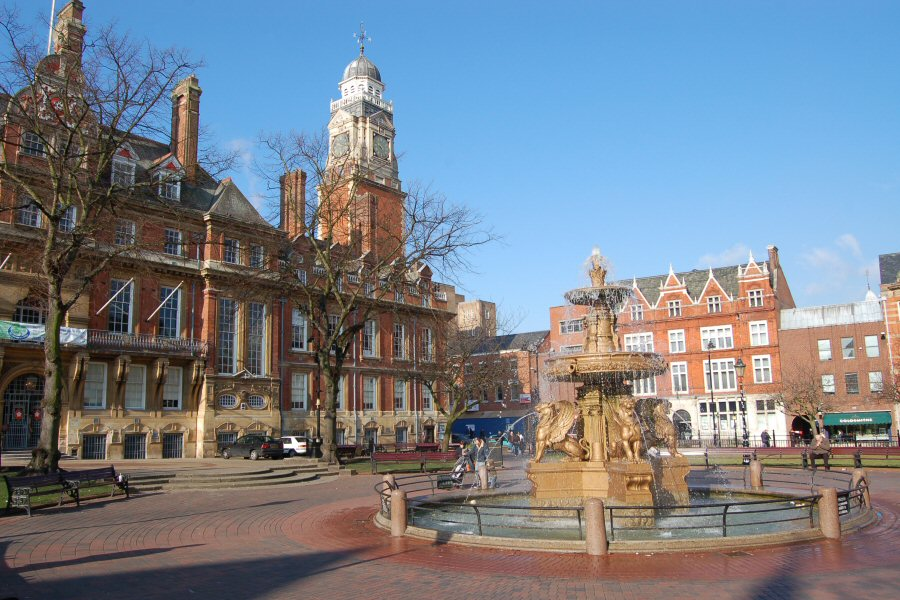
Plaça de l'ajuntament.

Acabada la guerra de les Dues Roses, el rei Ricard III va ser enterrat en el monestir dels franciscans de Leicester, les ruïnes el qual estan avui dia sota un aparcament. Hi havia una llegenda que deia que el seu cos va ser llançat al riu abans que Enric VIII manés destruir els monestirs del país. Tanmateix, en una investigació arqueològica de 2012 es va trobar un esquelet al qual es van aplicar comparacions d'ADN amb parents d'aquest rei i van donar positives. Després es van traslladar les restes mortals a la catedral.
Segle XVI i XVII

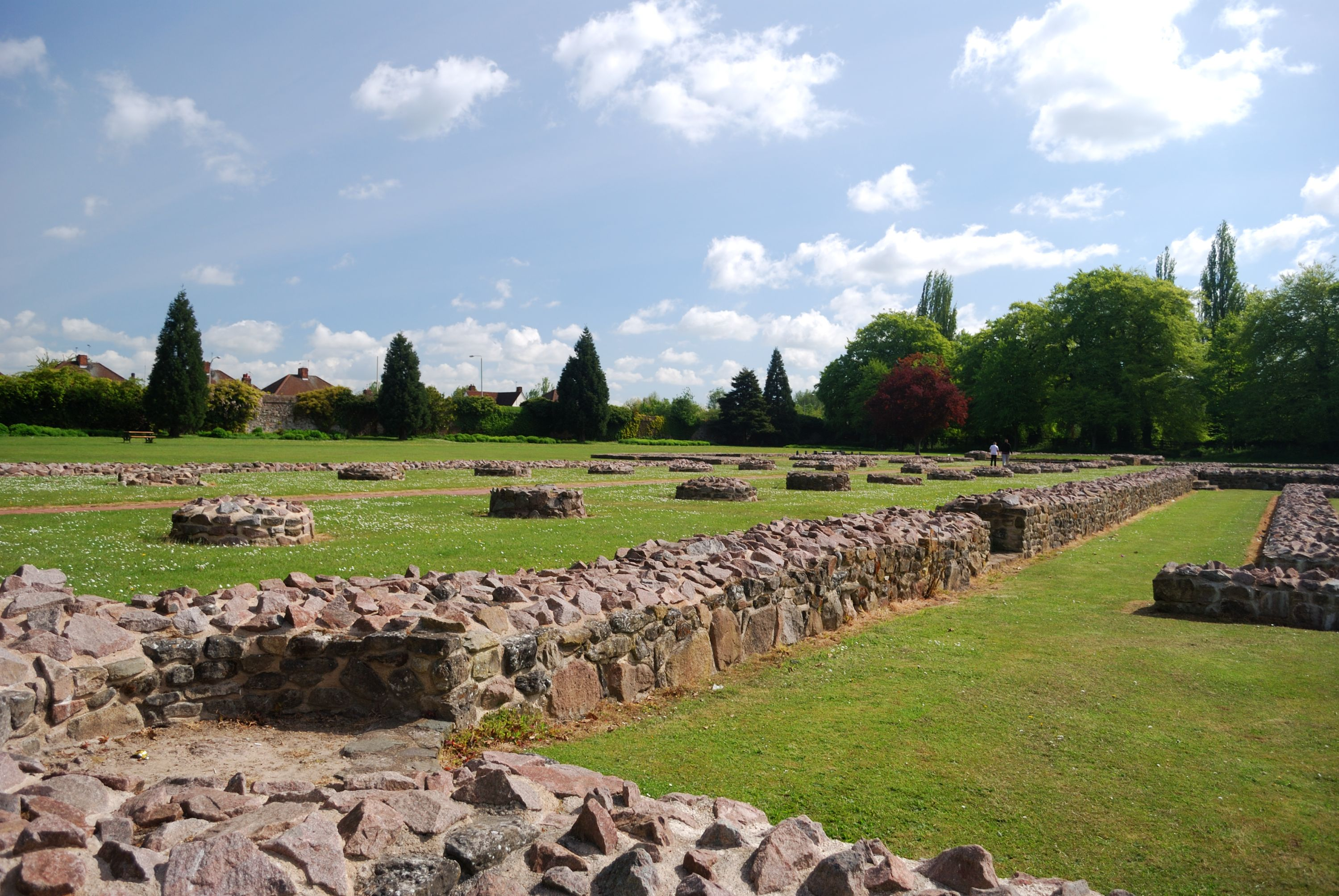
Restes de l'antic monestir dels agustins.

El 1530 el cardenal Thomas Wolsey va ser acusat de traïció i, de viatge cap a Londres, on havia de ser jutjat, va emmalaltir. Els homes que el custodiaven amoïnats per la seva salut es van aturar a Leicester, però va empitjorar i va morir. El van enterrar al monestir dels agustins.
El rei Carles I d'Anglaterra va decidir el 1627 desforestar els boscos de la rodalia de Leicester per crear una zona comunal que s'explotaria amb finalitats agràries, però els ciutadans s'hi van oposar, ja que creien que perdrien més si tallaven els arbres. Els revoltats van destruir les fites que havia fet posar l'enviat del rei, sirMiles Fleeetwood, i van presentar una petició formal al parlament; aquest encara que va donar la raó a Fleetwood, va acordar donar una generosa compensació a l'ajuntament de Leicester consistent en 16 hectàrees.
Durant la guerra civil, Leicester va ser una de les ciutats fortes dels puritans parlamentaris (roundheads). El príncep alemany Rupert, net del rei Jaume I d'Anglaterra i VI d'Escòcia, va decidir atacar Leicester per distreure l'atenció de l'exèrcit dels parlamentaris que estava pressionant els reialistes a Oxford. aquest va oferir l'opció que es rendissin però no la van acceptar i el 30 de maig van entrar a saquejar.
L'era industrial

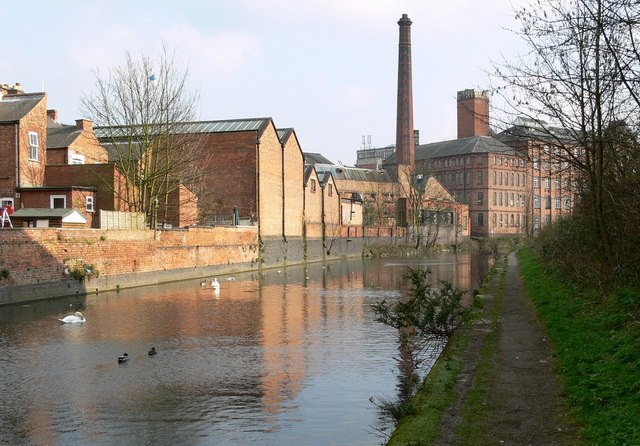
Zona industrial victoriana al costat del canal 'Grand Union' a mitja ciutat.

Als segles xviii i xix es van produir uns avenços que van possibilitar la industrialització de Leicester: la creació del canal (1790) i l'obertura de línies de ferrocarril. El carbó, que era la principal font d'energia per a la indústria, va començar a arribar en grans quantitats i a preu assequible. Aviat van començar a sorgir fàbriques que produïen principalment tres tipus de coses: teixits, calçat, mitges, mitjons i guants. Després es van establir fabricants de grues, calderes de vapor, foneries i treballs amb acer.
El moviment radical va sorgir amb força a finals del segle xviii, els seus membres volien donar suport a les reformes del parlament afegint com a objectiu l'emancipació catòlica i el lliure comerç. Thomas Cooper, líder del cartisme va obrir una botiga a Leicester. A la ciutat va haver-hi revoltes protagonitzades per cartistes l'any 1842 que es van repetir sis anys després. El 1851 es va fundar la Societat Secular de Leicester, però sovint als seus membres se'ls denegava el dret a fer discursos en locals públics.
Leicester va esdevenir un districte electoral i administratiu en si mateix (county borough), independent del comtat de Leicestershire, l'any 1889, però va perdre aquest estatus amb la llei de reforma administrativa del 1974 (Local Government Act). El 1997 va recuperar l'estatus administratiu independent i aquest districte ha anat creixent amb la incorporació dins d'ell d'altres poblacions el 1892: Belgrave, Aylestone, North Evington, Knighton, i Stoneygate.
Segle XX

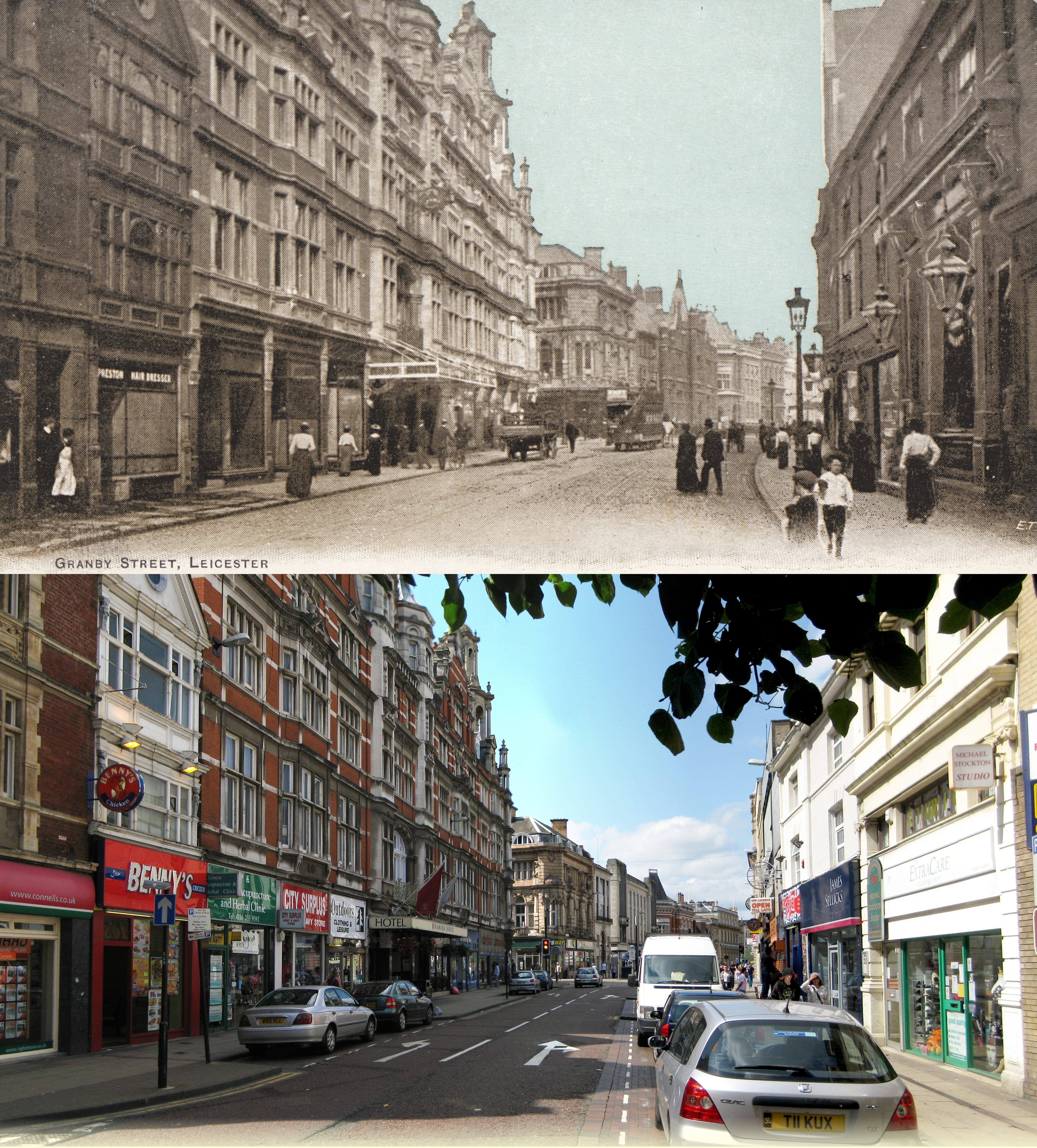
El carrer Granby el 1903 i el 2009

El 1900 la ciutat va guanyar una nova línia de ferrocarril que l'enllaçava amb Londres. El 1927 va ser nomenada seu bisbal i l'església de sant Martí va adquirir l'estatus de catedral. El 1935 va guanyar territori amb l'annexió del que quedava d'Evington, Humberstone, Beaumont Leys, i art de Braunstone. Els límits es van tornar a ampliar el 1966 i la ciutat va quedar en una extensió d'una mica més de 182 hectàrees. L'any 1936, la Societat de Nacions va classificar Leicester com la segona ciutat més rica d'Europa i va començar a rebre immigrants que fugien de parts del continent on hi havia manca d'estabilitat política, sobretot polonesos. La prosperitat en la indústria local continuava, i la classe treballadora va prendre consciència de la seva importància, van sorgir organitzacions sindicals i associacions cooperatives. L'octubre del 1936 els treballadors de Leicester es van solidaritzar amb els problemes que tenien a Jarrow i van protagonitzar una marxa de protesta cap a Londres.
En la dècada del 1970 es va produir una ràpida davallada en el sector industrial i algunes empreses van decidir canviar el producte que elaboraven per un altre amb millor sortida de mercat. Es van perdre llocs de treball en el sector industrial però es van guanyar en el de serveis.

## Demografia

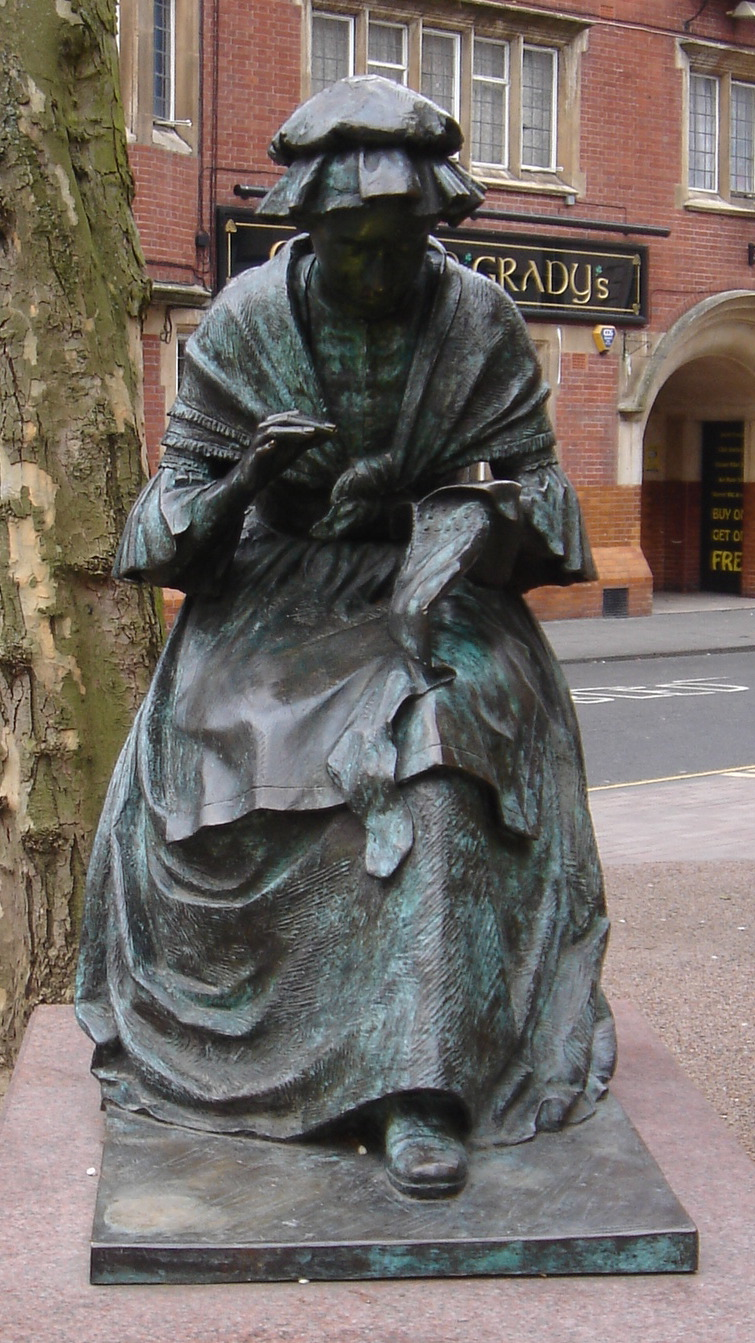
Estàtua en homenatge a les treballadores del sector tèxtil.

El cens del 2011 marcava que el municípi de la ciutat de Leicester tenia 329.839 habitants (un increment de l'11.8% respecte del cens del 2001); i en la zona urbana hi ha actualment uns 650.000, inclosos els barris circumdants, i en la respectiva zona metropolitana (2011-5) entre 765.565 e 1.388.354 conform mètod usufruït. L'estudi indica que té la proporció més elevada de persones d'edat inferior als 19 anys de la regió de l'est dels Midlands, el 27 per cent.
L'Eurostat del 2015 va classificar Leicester com una de les onze "grans ciutats" del país, juntament amb les veïnes Birmingham i Nottingham.
Pel que fa a la immigració és molt elevada. Hi ha una comunitat de polonesos que es van fugir després de la segona guerra mundial quan es va establir el comunisme al seu país. Els República d'irlandesos són una altra comunitat nombrosa que van arribar en la mateixa època. La comunitat índia va arribar en la dècada del 1960 i un grup d'asiàtics que havien provat d'establir-se a Uganda i Kenya, es van traslladar a Leicester en la dècada del 1970. El 1972 Idi Amin va anunciar que els asiàtics de Leicester tenien 90 dies per a tornar a Uganda; l'ajuntament va llançar una campanya per dissuadir-los de fer això, ja que se sospitava que rebrien alguna mena de càstig en tornar a aquell país, però alguns van ser traslladats a altres ciutats d'Anglaterra per seguretat.En la dècada del 1990 es van establir un grup d'alemanys procedents de Somàlia. Segons l'estudi ètnic fet el 2008 per l'administració local el 45% dels nens escolaritzats preferirien estudiar una altra llengua diferent de l'anglès, ja que no és la seva llengua materna.
La següent taula informa del creixement que ha experimentat la ciutat des del 1900, cada any que s'ha fet un cens.
| Creixement de la població a Leicester des del 1901 | Creixement de la població a Leicester des del 1901 | Creixement de la població a Leicester des del 1901 | Creixement de la població a Leicester des del 1901 | Creixement de la població a Leicester des del 1901 | Creixement de la població a Leicester des del 1901 | Creixement de la població a Leicester des del 1901 | Creixement de la població a Leicester des del 1901 | Creixement de la població a Leicester des del 1901 | Creixement de la població a Leicester des del 1901 | Creixement de la població a Leicester des del 1901 |
| any                                                | 1901                                               | 1911                                               | 1921                                               | 1931                                               | 1939                                               | 1951                                               | 1961                                               | 1971                                               | 2001                                               | 2011                                               |
| -------------------------------------------------- | -------------------------------------------------- | -------------------------------------------------- | -------------------------------------------------- | -------------------------------------------------- | -------------------------------------------------- | -------------------------------------------------- | -------------------------------------------------- | -------------------------------------------------- | -------------------------------------------------- | -------------------------------------------------- |
| habitants                                          | 211.579                                            | 227.222                                            | 234.143                                            | 239.169                                            | 261.339                                            | 285.181                                            | 273.470                                            | 284.208                                            | 279.921                                            | 329.600                                            |
| Source: A Vision of Britain through Time           |                                                    |                                                    |                                                    |                                                    |                                                    |                                                    |                                                    |                                                    |                                                    |                                                    |

## Clima
El clima de Leicester és marítim, amb estius entre suaus i càlids i hiveerns freds, precipitacions repartides al llarg de tot l'any i poques hores d'insolació. L'estació meteorològica més propera és la de Newtown Linford, situada a 8 km al nord del centre de la ciutat.
La temperatura màxima enregistrada a l'estació de Newtown Linford és de 34.5 °C (94.1 °F) durant l'agost del 1990, tot i que a la universitat de Leicester es van enregistrar 35.1 °C (95.2 °F) l'agost del 2003. Generalment la temperatura més alta de l'any només arriba a 28.7 °C (83.7 °F).
La temperatura mínima enregistrada és de −16.1 °C (3.0 °F) durant el gener del 1963. És típic uns 54,9 dies a l'any de gebrada.
La mitjana de precipitacions és de 684,4 mm a l'any, amb 120,8 dies de mitjana de pluja. Les dades esmentades fan referència al període 1971–2000.
| Dades climàtiques a Newtown Linford | Dades climàtiques a Newtown Linford | Dades climàtiques a Newtown Linford | Dades climàtiques a Newtown Linford | Dades climàtiques a Newtown Linford | Dades climàtiques a Newtown Linford | Dades climàtiques a Newtown Linford | Dades climàtiques a Newtown Linford | Dades climàtiques a Newtown Linford | Dades climàtiques a Newtown Linford | Dades climàtiques a Newtown Linford | Dades climàtiques a Newtown Linford | Dades climàtiques a Newtown Linford | Dades climàtiques a Newtown Linford |
| Mes                                 | gen                                 | febr                                | març                                | abr                                 | maig                                | juny                                | jul                                 | ag                                  | set                                 | oct                                 | nov                                 | des                                 | anual                               |
| ----------------------------------- | ----------------------------------- | ----------------------------------- | ----------------------------------- | ----------------------------------- | ----------------------------------- | ----------------------------------- | ----------------------------------- | ----------------------------------- | ----------------------------------- | ----------------------------------- | ----------------------------------- | ----------------------------------- | ----------------------------------- |
| Màxima rècord °C (°F)               | 13.6 (56.5)                         | 17.9 (64.2)                         | 21.7 (71.1)                         | 23.9 (75)                           | 26.5 (79.7)                         | 31.5 (88.7)                         | 32.3 (90.1)                         | 34.5 (94.1)                         | 27.7 (81.9)                         | 23.3 (73.9)                         | 16.2 (61.2)                         | 14.6 (58.3)                         | 34.5 (94.1)                         |
| Màxima mitjana °C (°F)              | 6.3 (43.3)                          | 6.9 (44.4)                          | 9.7 (49.5)                          | 12.2 (54)                           | 16.0 (60.8)                         | 18.6 (65.5)                         | 21.4 (70.5)                         | 21.1 (70)                           | 17.7 (63.9)                         | 13.5 (56.3)                         | 9.1 (48.4)                          | 7.1 (44.8)                          | 13.3 (55.9)                         |
| Mínima mitjana °C (°F)              | 0.5 (32.9)                          | 0.5 (32.9)                          | 2.1 (35.8)                          | 3.3 (37.9)                          | 6.0 (42.8)                          | 8.7 (47.7)                          | 10.8 (51.4)                         | 10.7 (51.3)                         | 8.8 (47.8)                          | 6.0 (42.8)                          | 2.8 (37)                            | 1.3 (34.3)                          | 7.1 (44.8)                          |
| Mínima rècord °C (°F)               | −16.1 (3)                           | −11.7 (10.9)                        | −11.1 (12)                          | −6.6 (20.1)                         | −3.3 (26.1)                         | −0.9 (30.4)                         | 2.8 (37)                            | 2.8 (37)                            | 0.0 (32)                            | −6.2 (20.8)                         | −7.4 (18.7)                         | −14.4 (6.1)                         | −16.1 (3)                           |
| Precipitació mitjana mm (polzades)  | 61.65 (2.4272)                      | 48.91 (1.9256)                      | 51.86 (2.0417)                      | 43.86 (1.7268)                      | 50.83 (2.0012)                      | 63.07 (2.4831)                      | 46.08 (1.8142)                      | 59.25 (2.3327)                      | 61.50 (2.4213)                      | 60.58 (2.385)                       | 60.34 (2.3756)                      | 68.82 (2.7094)                      | 684.37 (26.9437)                    |
|                                     |                                     |                                     |                                     |                                     |                                     |                                     |                                     |                                     |                                     |                                     |                                     |                                     |                                     |

## Economia

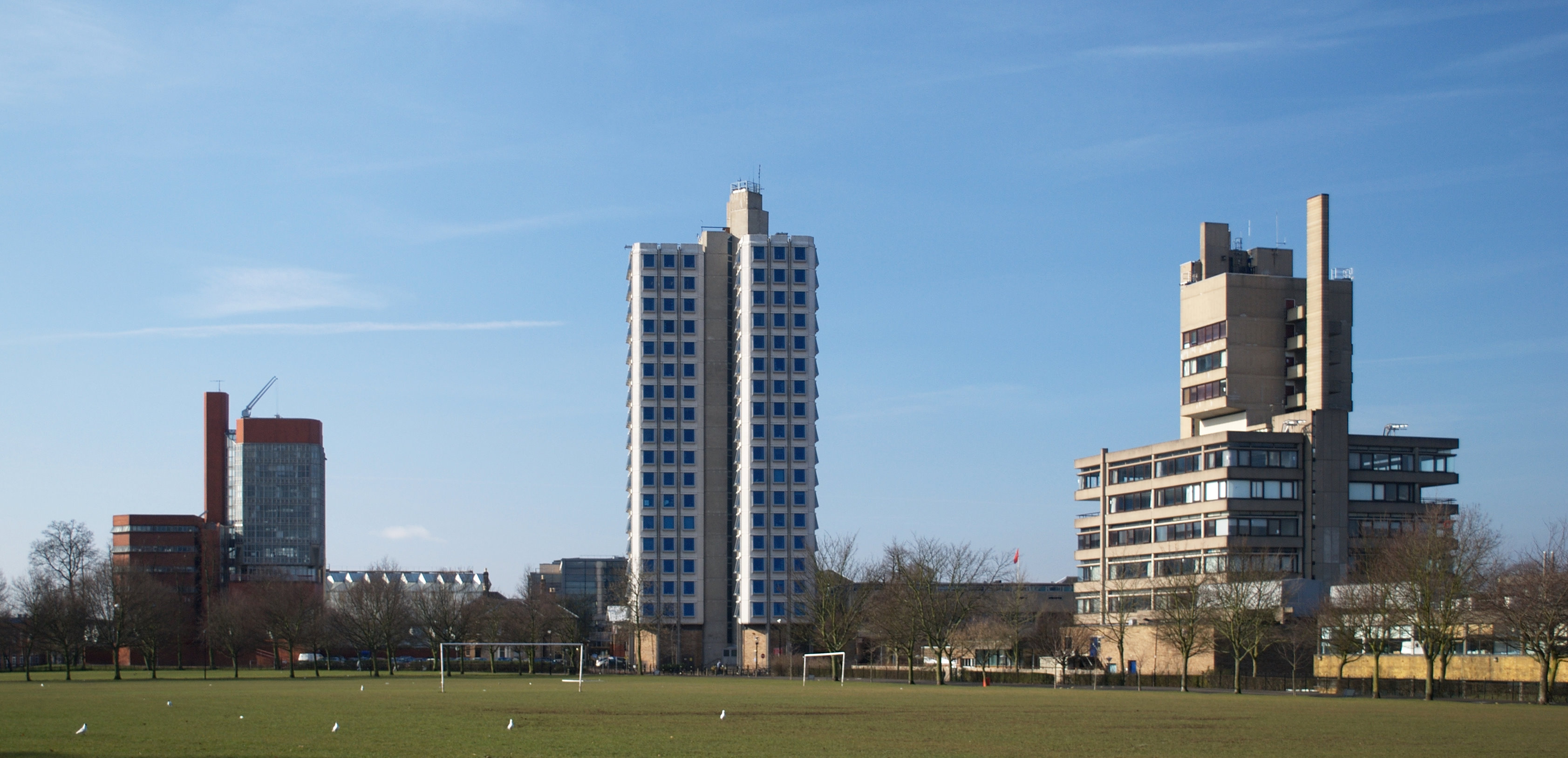
Universitat de Leicester; ampliació dels anys 60, d'esquerra a dreta: Enginyeria, Torre Attenborough, edifici Charles Wilson.

La ciutat ha estat històricament relacionada amb la producció tèxtil i de calçat. Actualment té més importancia el sector industrial relacionat amb les màquines i l'enginyeria, amb connexions acadèmiques amb les universitats locals. També cal destacar l'empresa de rellotgeria Gents' of Leicester que funciona des del 1872; una empresa dedicada al processament de patates que, des de fa uns anys pertany a una famosa companyia americana; i una empresa dedicada a la producció de salsitxes i pastís de carn de porc.
El comerç té un lloc destacat en l'economia local, hi ha diversos centres comercials amb restaurants i botigues especialitzades repartits per tota la ciutat.

## Ciutats agermanades
Leicester té relacions d'agermanament amb:

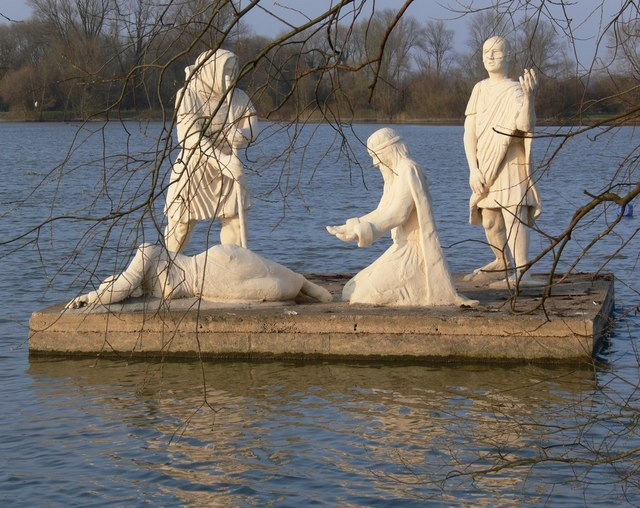
Grup escultòric Rei Lear, al Watermead Country Park.

- Estrasburg (França), des del 1960.
- Krefeld, Alemanya, des del 1969
- Masaya (Nicaragua), des del 1987.
- Chongquing, (Xina), des del 1996
- Haskovo, Bulgària, des del 2008.

## Llocs d'interès

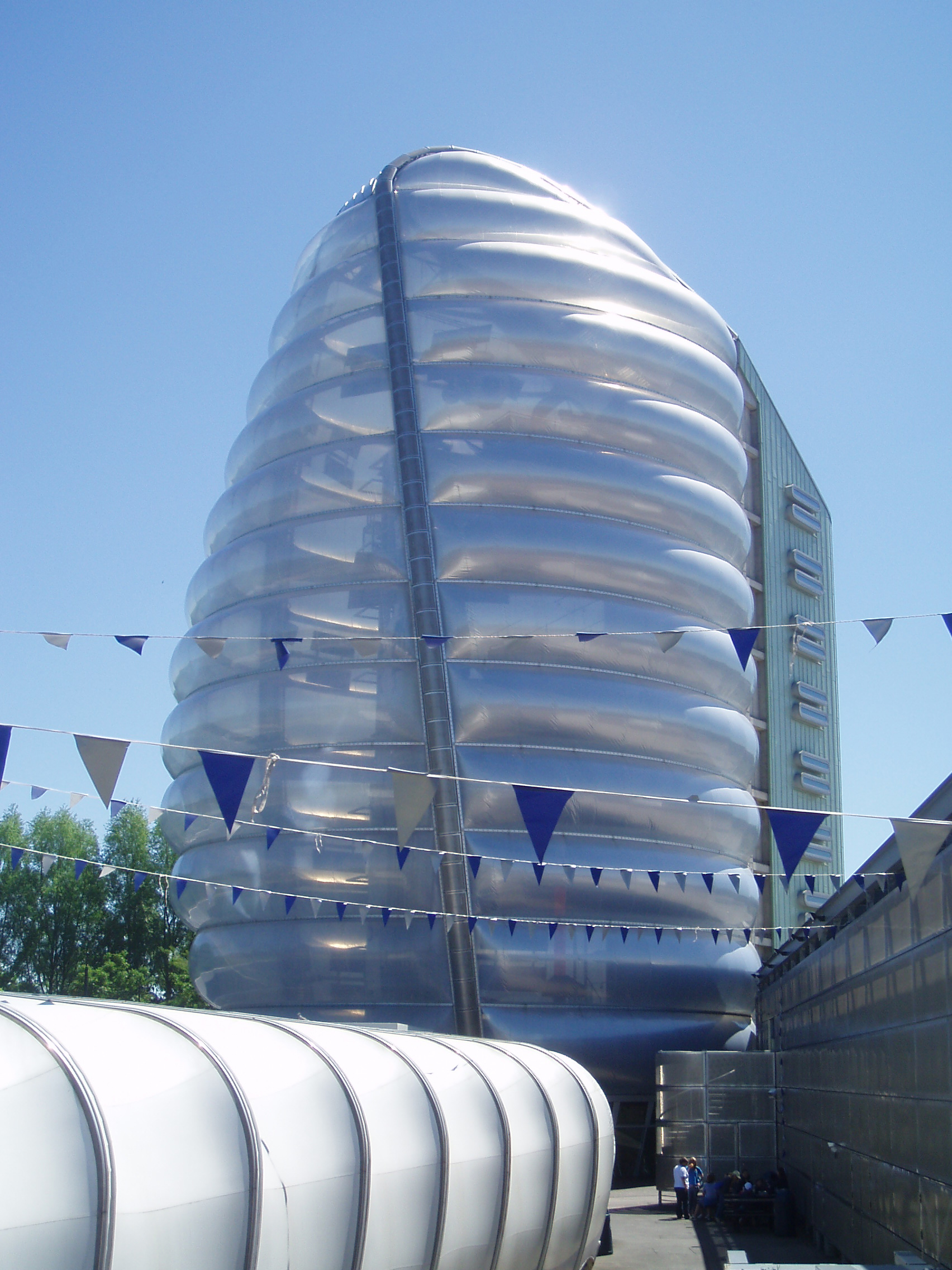
El Centre Nacional de l'Espai

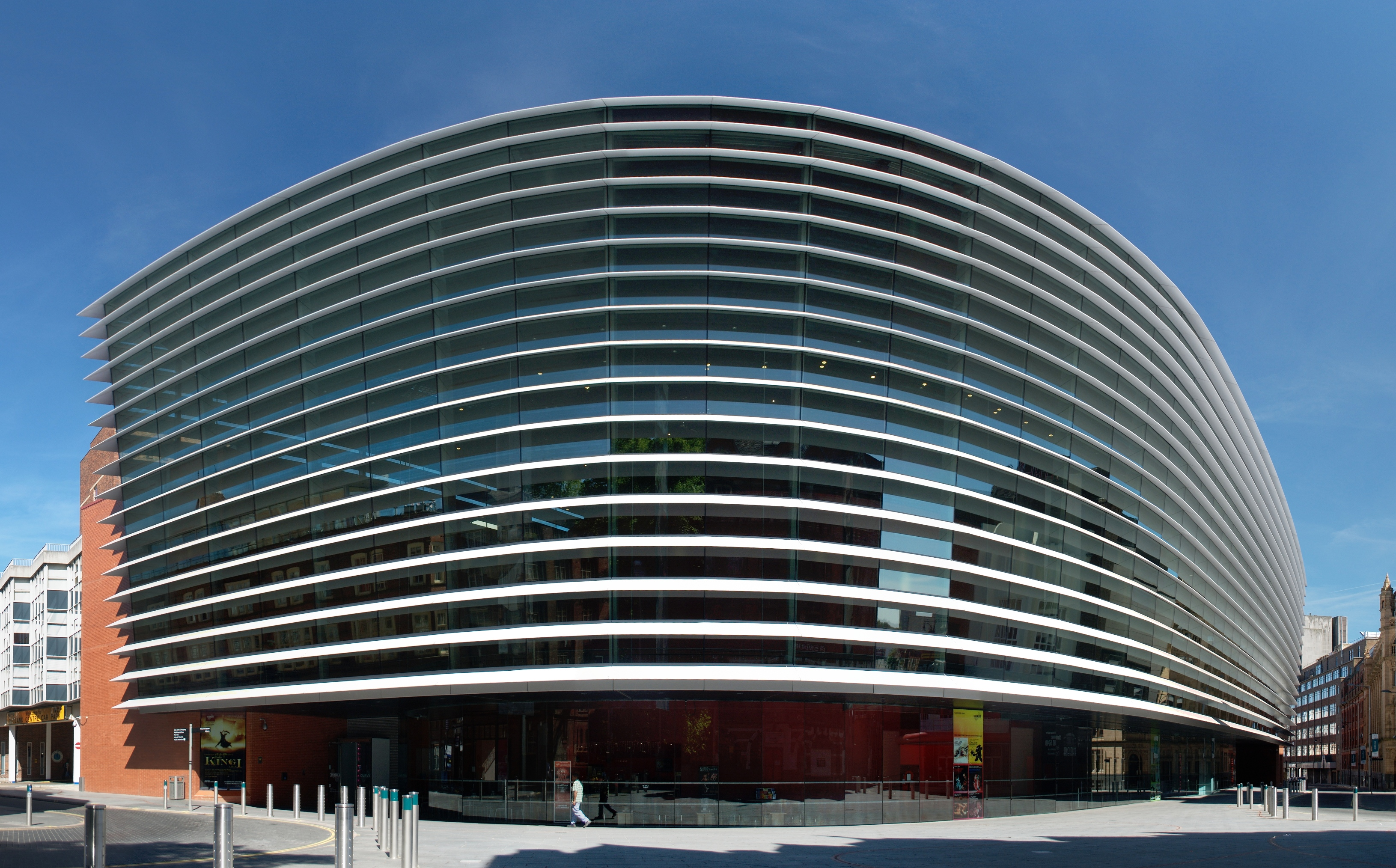
Teatre Curve

- El mur dels jueus (ruïnes romanes).
- El Guildhall, o saló gremial del segle xiv.
- El Town Hall, o ajuntament, del 1874.
- les restes del castell de Leicester, del 1070 amb modificacions posteriors.
- El Belgrave Hall, casa senyorial del 1709.
- Museu de New Walk, amb contingut sobre ciència i art.
- Museu del gas, sobre la història del subministrament de gas domèstic.
- El Centre Espacial Nacional (Museu de l'astronàutica i l'astronomia).
- El teatre Curve, inaugurat el 2008.
- Els parks: Abbey Park, Botanic Gardens, Castle Gardens, Gorse Hill City Farm, Grand Union Canal, Knighton Park, Nelson Mandela Park, River Soar, Victoria Park, Watermead Country Park.
- Llocs de culte: Shree Jalaram Prarthana Mandal (temple hidú),[28] Stake Centre de l'església LDS, Centre Jainista,[29] catedral de Leicester,[30] la mesquita central de Leicester,[31] la Masjid Umar[32] (mesquita), el Guru Nanak Gurdwara (sikh), la sinagoga Neve Shalom.

## Esports
Els equips de respectiva primera divisió amb seu a la ciutat:
- Leicester City Football Club, club de futbol; vencedor de la primera divisió anglesa (2015-6) que també té renom a nivell d'europa/asia oriental.
- Tigres de Leicester, club de rugbi a 15 de fama internacional.
- Els Cavallistes de Leicester (Leicester Riders), club de bàsquet; campeó nacional de la temporada 2016-7.

## Fills il·lustres
- Richard Armitage, actor de cinema i TV.
- John Valentine (1730-1791), violista, violinista i compositor.
- Robert Valentine (1674-1747) fou un violinista i compositor.
- Julian Barnes (1946 -) escriptor
- Gregory Winter (1951 -) biòleg i bioquímic, Premi Nobel de Química de l'any 2018.